# Sultanophrys arabica
Sultanophrys, Sultanophryidae
Famille
Genre
Espèce
Sultanophrys arabica, unique représentant du genre Sultanophrys et de la famille des Sultanophryidae, est une espèce de Ciliés de la classe des Karyorelictea et de l’ordre des Trachelocercida.

## Étymologie
Le nom de Sultanophrys est composé du mot anglo-français sultan, « prince, souverain », et du mot grec ancien οφρύς / ophrýs, signifiant « sourcil, cil, cilié (par extension) », littéralement « cilié du prince »
, peut-être en référence au fait que ce cilié fut découvert dans le golfe Persique zone de sultanas et d'émirats.

## Description
Sultanophrys arabica se distingue par sa grande taille (environ 800 × 70 μm), l'existence d'une bande glabre (c'est-à-dire sans cils) presque aussi large que la cellule , des granules corticaux brun brillant très visibles, et le grand nombre de nodules macronucléaires, entre 13–47, et des rangées ciliaires, entre 31 et 40.
Cette espèce présente deux caractéristiques uniques justifiant sa séparation des autres espèces de l'ordre des Trachelocercida :
- le système sécant antérieur[note 1] est situé sur le côté droit de la bande glabre,
- il y a une « cinétie latérale » spéciale entre la branche gauche de la cinétie des soies et la première rangée ciliaire somatique ordinaire.

## Habitat et répartition
Sultanophrys arabica a été découverte dans la boue d'un étang côtier saumâtre sur la côte du golfe Persique, près du village de Safwa (Arabie Saoudite).

## Systématique
L'espèce, unique en son genre et sa famille, a été décrite en 1999 par Wilhelm Foissner et Khaled Al-Rasheid (d).

## Publication originale
- (en) Wilhelm Foissner et Khaled A. S. Al-Rasheid, « Updating the trachelocercids (Ciliophora, karyorelictea). VI. A detailed description of Sultanophrys arabica nov. gen., nov. spec. (Sultanophryidae nov. fam.) », European Journal of Protistology, Elsevier, vol. 35, no 2,‎ juin 1999, p. 146-160 (ISSN 0932-4739, 1618-0429 et 0932-4739, DOI 10.1016/S0932-4739(99)80032-7).